# فياتشيسلاف سفيديرسكي
فياتشيسلاف سفيديرسكي (بالأوكرانية: Свідерський В'ячеслав Михайлович)‏ (مواليد 1 يناير 1979) هو لاعب كرة قدم. يلعب مع منتخب أوكرانيا لكرة القدم. سبق له أن لعب في كأس العالم لكرة القدم مع منتخب بلاده.

## روابط خارجية
- فياتشيسلاف سفيديرسكي على موقع الاتحاد الدولي (مؤرشف)  (الإنجليزية)
- فياتشيسلاف سفيديرسكي على موقع اتحاد أوكرانيا (الإنجليزية)
- فياتشيسلاف سفيديرسكي على موقع قاعدة بيانات كرة القدم.إي يو (الإنجليزية)
- فياتشيسلاف سفيديرسكي على موقع ناشيونال فوتبول تيمز (الإنجليزية)
- فياتشيسلاف سفيديرسكي على موقع Soccerway.com (الإنجليزية)
- فياتشيسلاف سفيديرسكي على موقع عالم كرة القدم.نت (الإنجليزية)